# رنگ‌پریدگی
رنگ‌پریدگی (انگلیسی: Pallor) کم‌رنگ شدن پوست است که می‌تواند ناشی از بیماری، شوک عاطفی یا استرس، استفاده محرک، یا کم‌خونی باشد.
رنگ‌پریدگی معمولاً در صورت و دست‌ها آشکار است. این عارضه می‌تواند به‌طور ناگهانی یا به تدریج (بسته به علت آن) توسعه پیدا کند.
رنگ‌پریدگی معمولاً از لحاظ بالینی قابل‌توجه نیست مگر این که با یک رنگ‌پریدگی کلی (لب، زبان، دهان) و مناطق دیگر با غشا مخاطی همراه باشد.